# 4814 Casacci
4814 Casacci (1978 RW) là một tiểu hành tinh nằm phía ngoài của vành đai chính được phát hiện ngày 1 tháng 9 năm 1978 bởi Chernykh, N. S. ở Nauchnyj.